# 顾氏画谱
《顾氏画谱》，又名《历代名公画谱》，为明代顾炳摹仿歷代名家的画集。共四册。万历三十一年（1603年）杭州雙桂堂初刻印行。
本书按照《图画宝鉴》的体例，以时代为序，收录了自晋至明的画家共计一百零六人。